# Třeština
Třeština (niem. Trittschein) – gmina w Czechach, w powiecie Šumperk, w kraju ołomunieckim. Według danych z dnia 1 stycznia 2012 liczyła 369 mieszkańców.